# Wahlaristokratie
Wahlaristokratie ist ein von Jean-Jacques Rousseau im Jahre 1762 geprägter Begriff (französisch Aristocratie élective) für die heutige repräsentative Demokratie, die Demokratie der Moderne. Rousseau grenzte diese Wahlaristokratie von der „natürlichen“ und der „Erbaristokratie“ ab. Er selbst hingegen sieht die Souveränität unveräußerlich, nicht delegierbar und unteilbar beim Volk, jede Übertragung auf andere sei unzulässig. Die heutigen „Demokratien“ hätte er wegen der Achillesferse der Repräsentation des Volkes durch Gewählte abgelehnt.
Auch Mitte des 19. Jahrhunderts sah Staatsrechtler Bluntschli die „repräsentative (moderne) Demokratie“ als Wahlaristokratie, da deren Repräsentanten des Volkes nicht mittels Losverfahren aus seiner Mitte kommen, sondern durch „die aristokratische Form der Wahl“ aus einer „auserwählten Minderheit“ der „Bessern und Fähigeren“ bestimmt werden, die Ungleichheit der Menschen sei dabei die Voraussetzung. In dieser um das aristokratische Element ermäßigten repräsentativen Demokratie erkennen die Wahlaristokraten das Volk zwar als herrschend an, aber sie übten in seinem Namen doch meist die Herrschaft über die Menge aus. Meyers Konversations-Lexikon von 1885 ordnete ein, dass die repräsentative Demokratie nicht zu Unrecht als Wahlaristokratie bezeichnet wurde.
Die Wahlaristokratie ist nicht zu verwechseln mit der Wahlmonarchie.

## Unterschiede zur Demokratie
Die Wahlaristokratie unterscheidet sich je nach Autor von einer Demokratie in einem oder mehreren Punkten durch:
- Kleine Gruppe herausgehobener Persönlichkeiten statt Volksversammlung oder -vertretung,[1]
- Wahl- statt Losverfahren,[5]
- Freies statt Imperatives Mandat,[7]
- Fehlen jeder inhaltlichen Verantwortlichkeit statt Strafbarkeit bei Verletzung der Interessen des Volkes.[8]